# كلورويريمومايسين
كلورويريمومايسين هو عضو في عائلة الببتيد السكري (glycopeptide) من المضادات الحيوية، مثل فانكومايسين. الجزيء هو عديد ببتيد غير ريبوسومي تم ربطه بالجليكوزيل. ويتكون من سبعة أحماض أمينية وثلاث وحدات سكرية. على الرغم من أن كلورويريمومايسين لم يكن أبدا في المراحل السريرية، أوريتافانسين، وهو مشتق شبه اصطناعي من كلورويريمومايسين، وقد تم التحقق منه.
هو نوع من المضادات الحيوية الببتيدية السكرية ويعمل عن طريق إيقاف بناء جدار الخلية. يتم إنتاج كلوروريوميوميسين بشكل طبيعي من قبل Amycolatopsis orientalis.
تم اكتشاف كلورويريمومايسين من قبل إيلي ليلي في ثمانينات القرن العشرين. وفي 1990، قام الباحث  إيلي ليلي بتطوير ثنائي فينيل كلورويريمومايسين، يعرف الآن باسم أوريتافانسين، باعتباره كمشتقة وظيفية للكلورويريمومايسين لمحاربة زيادة مقاومة المضادات البكتيرية للفانكوميسين.  تم تسلسل مجموعة جينات كلورويريمومايسين بواسطة فان فاجينجين وآخرون في عام 1998.  بعد النشر، عبّرت العديد من المجموعات عن الجينات وأجرت تجارب لفهم كيفية تصنيع الكلورويريمومايسين، وبالتالي، فإن الفانكومايسين يتم تصنيعه حيويا.

## التركيب
يتكون الكلورويريمومايسين من سبعة أحماض أمينية (ثلاثة غير بروتينية، وأربعة بروتينية) وثلاث وحدات سكرية. من نهاية N إلى نهاية  C الترتيب هو:
Me-L-Leu, L-Tyr, D-Asn, D-4-hydroxyphenylglycine (HPG), L-HPG, D-Tyr, and D-3,5-dihydroxyphenylglycine (DHPG).
عند الإشارة إلى أحماض أمينية معينة، فإن هذه المادة ستشير إلى الحمض الأميني بالترتيب الذي تظهر به داخل ببتيد سباعي.
```
الكلورويريمومايسين يتم ارتباطه بالغليكوزيل عند aa4 مع ثنائي السكر (2→α1)-epivancosamine وعند aa6 مع أحادي السكر a D-BHT-(→α1)-epivancosamine.
```

يتم تعديل بعض الأحماض الأمينية قبل الانتهاء من الببتيد السباعي (in cis) ويتم تعديل بعضها بعد تشكيل الببتيد السباعي (in trans)، خلال تركيب الببتيد السباعي، يتم تغيير المركز الفراغي لل  aa3 و aa4 و aa6 و aa7 من L إلى D. يتم إضافة الهيدروكسيل والكلور لكلا بقايا ال tyr بعد دمج الأحماض الأمينية في عديد الببتيدات لتكوين 4 - كلورو - β - هيدروكسيتايروسين (BHT). الآن بقايا BHT يتم تشبيكها بعد ذلك إلى  aa4 HPA من خلال روابط أريل - أثير. تتكون رابطة أريل-أريل بين aa5 و aa7 في موقع aa5-C3 و aa7-C2 على الحلقات العطرية. وأخيرا، يتم إضافة ميثيل في نهاية ال N في اللوسين.
بالإضافة إلى وجود الأحماض الأمينية D، يحتوي الجزيء على  متصاوغات فراغية كيميائية.
تضيف اتجاهات حلقات الفنيل المستبدلة بالكلورو جانباً آخر من الكيمياء الفراغية للجزيء.

## التصنيع الحيوي
تم العثور على الكلورويريمومايسين ليتم تصنيعها بواسطة Amycolatopsis orientalis.
يشفر السينثاز الببتيدي غير الرايبوسومي من خلال ثلاث جينات: CepA و CepB و CepC. يربط CepA  أول ثلاثة أحماض أمينية؛ يضيف CepB الأحماض الأمينية من الرابع إلى السادس؛ يضيف CepC آخر حمض أميني، ويشمل مجال الثيواستريز ليحرر الببتيد السباعي من معقد  NRPs.  
 يتم تمرير سلسلة الببتيد النامية من خلال وحدات لكل الأحماض الأمينية. التنظيم الأساسي لكل وحدة هو A-PCP-C. تقوم المنطقة A ، أو adenylation، بتنشيط نطاق الحامض الأميني للسماح بنقله إلى منطقة ال PCP ، أو ببتيد يحمل البروتين. يتم نقل الحمض الأميني المنشط إلى بقايا السيستين في منطقة PCP، الذي يثبت الحمض الأميني ويجهز الحمض الأميني ليتم إضافته إلى عديد الببتيد. تربط المنطقة C ، أو منطقة التكثيف، الحمض الأميني بعديد الببتيد. بالإضافة إلى ذلك، تحتوي الوحدات 2 و 4 و 5 على مناطق E يتم تحويلها لمتصاوغات أخرى (تحويل الكيمياء الفراغية) للحمض الأميني المضاف لانتاج الترتيب الصحيح. الوحدة 7، الوحدة الأخيرة، لديها منطقة X و TE. المنطقة X مسؤولة عن توظيف العديد من إنزيمات الخياطة التي ستؤدي التفاعلات الضرورية (الهلجنة، إضافة الجلايكوزيل، المَثْيَلَة، الارتباط بالغليكوزيل، ربط عبر الأكسدة، إضافة الهيدروكسيل) لإنتاج الكلوروميوميسين.  وأخيراً، تقوم منطقة TE، أو الثيوايستريز، بتحرير الكلورويريمومايسين من معقد NRPS.

## تعديلات ما بعد الببتيد
ويشمل التعديل اللازم للتصنيع الحيوي للكلورويريمومايسين: ربط الحلقات العطرية عبر الأكسدة، إضافة الهيدروكسيل والكلور لبقايا اثنين من التيروسين، إضافة الميثيل لاللوسين، إضافة الجلايكوزيل على aa4 و aa6.
يتم تحفيز الربط عبر الأكسدة عن طريق انزيمات OxyA-C. يتم تحفيز إضافة الغلايكوزيل عن طريق انزيمات GtfA-C ( مشفرة بواسطة  Orf 13 - 11  على التوالي). يتم إضافة الكلور بواسطة إنزيمات مشفرة بواسطة Orf10 و 18.

## الاصطناع الكامل
لا توجد تقارير عن الاصطناع الكامل للكلورويريمومايسين، على الرغم من وجود العديد من الاصطناع الكامل للفانكومايسين. البناء الهيكلي للفانكومايسين والكلورويريمومايسين متشابه جدا، يختلفان فقط بموقع ارتباط الغلايكوزيل  والبقية.
يتم ارتباط الغلايكوزيل بالفانكومايسين عند aa4 مع ثنائي السكر (2-beta1)-Glc-vancosamine.
كما ذكر أعلاه، يتم ارتباط الغلايكوزيل بالكلورويريمومايسين  aa4 مع a (2-beta1)-Glc-epivancosamine ثنائي السكر وعند aa6 مع beta1-epivancosamine أحادي السكر.